# Ачерно
Ачерно (итал. Acerno) — город в Италии, расположен в регионе Кампания, подчинён административному центру Салерно.
Покровителем города считается святой Донат из Ареццо. Праздник города ежегодно празднуется 7 августа.

## История
Укреплённая деревня сначала принадлежала барону Руджеро Лауриа, а затем перешла маркграфам из семьи Маскара, которые владели ею вплоть до XVIII века.
Коммуна сильно пострадала во время землетрясения 1980 года.